# Helena Casas
Helena Casas Roigé (* 24. Juli 1988 in Vila-seca, Tarragona) ist eine spanische Bahnradsportlerin, die sich auf Kurzzeitdisziplinen spezialisiert hat.

## Sportliche Laufbahn
2007 wurde Helena Casas zweifache spanische Meisterin, im 500-Meter-Zeitfahren und im Sprint. 2008 belegte sie bei den Bahn-Europameisterschaften in Alkmaar Rang drei im Omnium. Bei den UCI-Bahn-Weltmeisterschaften 2010 in Kopenhagen wurde sie 19. im Zeitfahren und 24. im Sprint. 2011 errang Casas den nationalen Titel im Keirin und wurde jeweils Zweite im Zeitfahren, im Sprint und im Teamsprint, gemeinsam mit Alba Diaz. Bei den UCI-Bahn-Weltmeisterschaften 2012 in Melbourne wurde sie mit Tania Calvo Neunte im Teamsprint.
2016 gewann Casa gemeinsam mit Calvo bei zwei Läufen des Bahnrad-Weltcups den Teamsprint-Wettbewerb. Im selben Jahr
wurde sie für die Teilnahme an den Olympischen Spielen in Rio de Janeiro nominiert, wo sie im Sprint Platz 26 und im Keirin Platz 17 belegte. Gemeinsam mit Tania Calvo wurde sie Siebte im Teamsprint. Bei den UEC-Bahn-Europameisterschaften 2016 errang sie gemeinsam mit Calvo die Silbermedaille im Teamsprint. 2020 belegte sie bei den Bahneuropameisterschaften im Keirin Platz drei.

## Erfolg
2007
- Spanische Junioren-Meisterin – Sprint, 500-Meter-Zeitfahren

2008
- Europameisterschaft – Sprint-Omnium

2011
- Spanische Meisterin – Keirin

2012
- Spanische Meisterin – Sprint, Keirin

2016
- Bahnrad-Weltcup in Glasgow – Teamsprint (mit Tania Calvo)
- Bahnrad-Weltcup in Apeldoorn – Teamsprint (mit Tania Calvo)
- Europameisterschaft – Teamsprint (mit Tania Calvo)

2017
- Spanische Meisterin – Sprint, 500-Meter-Zeitfahren

2018
- Spanische Meisterin – Keirin, Teamsprint (mit Maria Banlles)

2019
- Spanische Meisterin – Keirin, Teamsprint (mit Diana Pérez)

2020
- Europameisterschaft – Keirin

2021
- Spanische Meisterin – Keirin, Sprint, 500-Meter-Zeitfahren

2022
- Spanische Meisterin – Sprint, Teamsprint (mit Laura Rodriguez und Maria Banlles), 500-Meter-Zeitfahren

2024
- Spanische Meisterin – Keirin, Sprint, 500-Meter-Zeitfahren